# Pax Syriana
Pax Syriana (La paix syrienne) est un terme historiographique, modèle sur l’expression originale Pax Romana, utilisée dans l'étude des relations internationales en Asie de l'Ouest, se rapportant généralement aux efforts déployés par la Syrie pour influencer ses voisins, notamment le Liban. L'idée derrière la Pax Syriana est que la Syrie, par la diplomatie et la force militaire, pouvait assurer la paix au Liban. Le terme est calqué sur la Pax Romana et la Pax Britannica.
Une référence antérieure avait été publiée dans le magazine Time en 1976, faisant référence aux efforts syriens pour imposer une trêve pendant les premières années de la guerre civile libanaise,. Il fut utilisé récemment pour faire référence à la période entre 1990 et 2005, lors du conflit larvé avec le Liban, généralement attribué à l'hégémonie syrienne et à sa domination militaire dans la région. Il peut être utilisé pour mettre l’accent sur le calme relatif qui suit la fin de la guerre civile libanaise, ou sur les suggestions des intentions de la Syrie pour l’annexer ou alors pacifier le Liban.
Le 4 juillet 1986, les troupes syriennes entrèrent dans Beyrouth-Ouest pour la première fois depuis qu'elles en avaient été expulsées lors de l'invasion israélienne de 1982. Environ 500 soldats syriens, en collaboration avec l'armée et la police libanaise, dégagèrent les barrages routiers, fermèrent les bureaux des milices, et collectèrent les armes. À la mi-février 1987, cependant, un nouveau cycle de combats éclata à Beyrouth-Ouest, cette fois entre milices druzes et chiites, qui étaient tous deux considérés comme des alliés des Syriens. Le combat fut décrit par des témoins comme étant d'une intensité inégalée en douze ans de guerre, les miliciens utilisant des formations de chars T-54 de fabrication soviétique que la Syrie avait fournis aux deux parties. Cinq jours de combats causèrent environ 700 morts et mirent à feu une grande partie de Beyrouth-Ouest.
La Syrie agit de manière décisive pour mettre fin au chaos qui régnait dans Beyrouth-Ouest, et elle saisit l'occasion d'imposer à nouveau son hégémonie sur les régions du Liban desquelles elle avait été expulsées par Israël en 1982. Le 22 février 1987, elle envoya 7500 soldats, configurés en deux brigades et un bataillon, de l'est du Liban. Les troupes syriennes, dont la plupart étaient des vétérans des commandos, fermèrent quelque soixante-dix bureaux de la milice, raflèrent et arrêtèrent des chefs de milices, confisquèrent des caches d'armes. Elles se déployèrent le long des routes principales et à l'aéroport international de Beyrouth, établirent des points de contrôle, et envoyèrent des escadrons en patrouille dans les rues.
L'armée syrienne n'hésita pas à recourir à la violence dans ses efforts pour rétablir l'ordre dans la capitale libanaise. Dans les deux premiers jours de son opération de police, les troupes syriennes abattirent une quinzaine libanais de diverses milices. Puis le 24 février, une douzaine de camions remplis de commandos syriens entra dans le quartier de Basta, un bastion chiite, et attaquèrent la caserne Fathallah, le siège de l'organisation Hezbollah. Là, les troupes syriennes abattirent dix-huit militants du Hezbollah.
À la mi-avril, l'armée syrienne déploya des troupes au sud de Beyrouth. Environ 100 commandos syriens, combattant aux côtés des soldats de la sixième brigade de l'armée libanaise, occupèrent des postes clés le long de la route côtière stratégique reliant Beyrouth au sud du Liban et prirent le contrôle du pont sur la rivière Awwali, près de Sidon.
À la mi-1987, l'armée syrienne semblait s’être installée dans Beyrouth pour un séjour prolongé. L'anarchie du Liban fut considérée par les responsables syriens comme un risque inacceptable pour la sécurité syrienne. Le gouvernement syrien semblait prêt à occuper Beyrouth de façon permanente, si nécessaire. Le commandant militaire principal syrien au Liban, le brigadier général Ghazi Kanaan, déclara que la loi des milices au Liban avait pris fin et que l'intervention syrienne était "ouverte", ce qui impliquait que la Syrie pourrait occuper Beyrouth-Ouest indéfiniment. Pendant ce temps, des responsables syriens indiquèrent que des milliers de soldats syriens supplémentaires seraient probablement envoyés à Beyrouth pour assurer la stabilité. Kanaan déclara que la Syrie assurerait la pleine responsabilité de la sécurité des ambassades étrangères à Beyrouth-Ouest, et invita les missions à l'étranger à revenir. Kanaan promit également que la Syrie consacrerait tous les efforts possibles pour obtenir la libération des otages occidentaux détenus par les terroristes libanais.

## Autre usage
Le nom du film de 2005 Syriana a apparemment été inspiré par Pax Syriana. Selon les documents publicitaires du film, Syriana était « un terme effectivement utilisé par des groupes de réflexion à Washington pour décrire une hypothétique refonte du Moyen-Orient ». Dans une discussion en ligne avec le Washington Post en novembre 2005, le réalisateur de Syriana, Stephen Gaghan, dit qu'il a vu Syriana comme «un grand mot qui pourrait maintenir l'espoir perpétuel de l'homme de refondre toute région géographique pour répondre à ses propres besoins ».